# 青春のSUNRISE
「青春のSUNRISE」（せいしゅんのサンライズ）は、EE JUMPの6枚目のシングル。2002年3月6日発売。

## 概要
初回限定盤にはミュージック・ビデオを収録したVHSが付属。

## 収録曲
全作詞・作曲：つんく
1. 青春のSUNRISE (4:47)
編曲：鈴木Daichi秀行
2. さよならした日から (4:01)
編曲：松尾和博
3. 青春のSUNRISE（Instrumental） (4:47)
4. さよならした日から（Instrumental） (3:59)